# Завод вибухівки у Моранба
Завод вибухівки у Моранба (Moranbah) – виробничий майданчик на північному сході Австралії, який обслуговує потужну гірничодобувну промисловість регіону.
Реалізацію проекту почала компанія Dyno Nobel, що у 2008-му стала 100% дочірньою структурою Incitec Pivot limited – великого виробника добрив, який, зокрема, мав заводи азотної хімії у Фосфат-Гілл та Гібсон-Айленд. Випуск першої продукції в Моранбах припав на 2012 рік.
Завод виробляє аміак, використовуючи при цьому метан, отриманий з вугільних пластів басейну Боуен (ще в 2004-му стала до ладу установка підготовки Моранба, видачу продукції з якої на той час здійснювали лише через трубопровід Моранба – Таунсвіль). Далі аміак споживають для продукування нітратної кислоти, а кінецвим продуктом є нітрат амонію – продукт реакції аміаку та нітратної кислоти.
Проектна річна потужність майданчику становить 330 тисяч тонн нітрату амонію, з яких три чверті випускають у вигляді гранул, а решту в формі емульсії.